# Philae (lander)

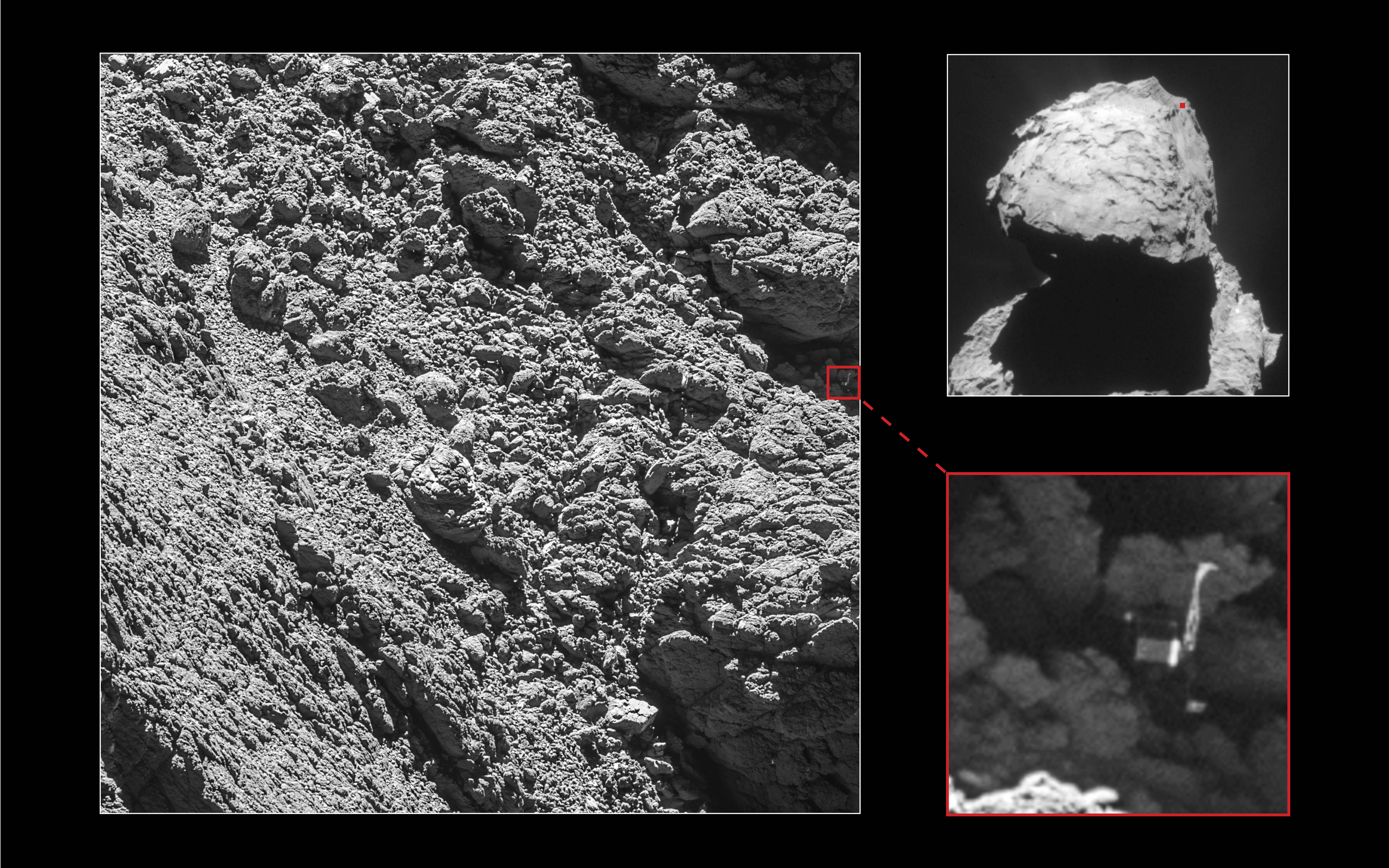
Philae op 67P/Tsjoerjoemov-Gerasimenko (25 juli 2017)

Philae is een lander van de Europese Ruimtevaartorganisatie (ESA) die samen met de Rosetta ruimtesonde op weg was naar Komeet 67P/Tsjoerjoemov-Gerasimenko. Philae is genoemd naar het eiland Philae in de Nijl, waar een obelisk werd gevonden die een rol speelde in het ontcijferen van de Steen van Rosetta. Philae landde na ruim 10 jaar onderweg te zijn geweest op 12 november 2014 succesvol op het oppervlak van de komeet 67P/Tsjoerjoemov-Gerasimenko en werd zo de eerste ruimtesonde in de geschiedenis die een gecontroleerde landing maakte op een komeet.
Dit is de eerste sonde die beelden stuurde van de oppervlakte van een komeet. Dat geeft ons meer inzicht in de samenstelling van kometen.
Philae wordt gevolgd en bestuurd vanuit het European Space Operations Centre (ESOC) in Darmstadt in Duitsland.

## Opbouw

### Opbouw
Philae bestaat uit een gedeeltelijk hexagonale cilinder van met een diameter van ± 1 m en is 80 cm hoog en is aan één kant open. De constructie bestaat uit een grondplaat met daarop het instrumentarium met overkapping. De basisstructuur is een polygonale vorm, gemaakt van koolstofvezel met een aluminium beschermlaag. Philae is uitgerust met een driepotig landingsgestel. Die zijn verbonden met een centrale inschuifbare telescopische buis, die de klap tijdens het neerkomen opvangt. Het landingsgestel beschikt over schokbrekers, om terug stuiteren in de ruimte (door de zeer geringe zwaartekracht) te voorkomen. Daarnaast moesten twee harpoenen voor verankering aan de komeet zorgen, samen met raketjes die de lander tegen het komeetoppervlak drukken. Een vliegwiel zorgt voor stabilisatie tijdens de afdaling.

### Energie
Philae beschikt over twee accu's met een capaciteit van 970 en 110 Wh. Deze worden, mits voldoende zonlicht beschikbaar, door gallium/arseen (Ga/Ar) zonnecellen opgeladen. Deze zijn aangebracht op de zijkanten van de beschermkap.

### Massa
Philae heeft een massa van 100 kg.

### Communicatie
Philae onderhoudt verbinding met Rosetta middels een 1 W sterke zender op de S-band.

## Wetenschappelijke instrumenten

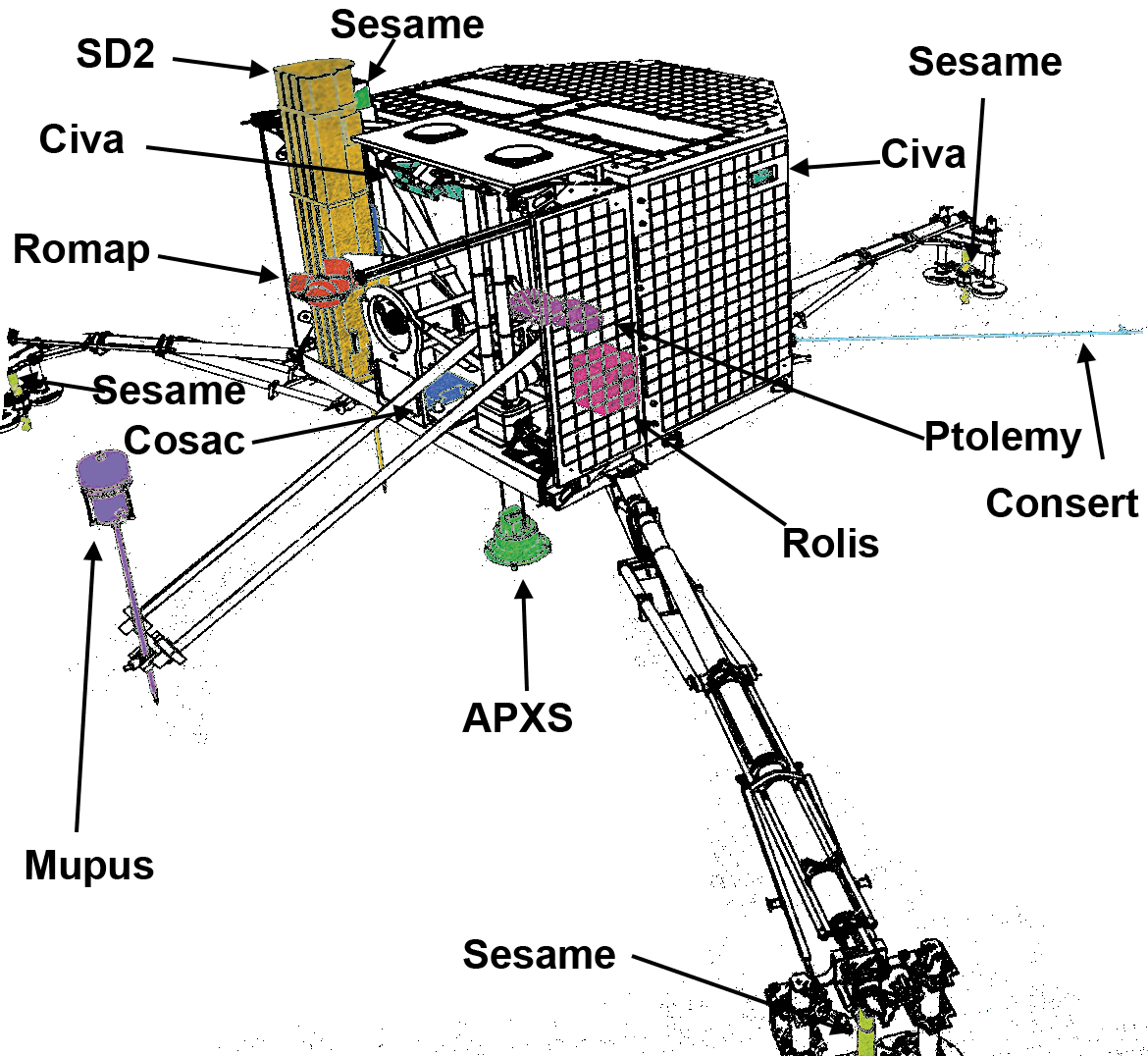
Schema van Philae

### COSAC
Experiment om de chemische samenstelling van de komeet te bepalen door middel van een grondmonsterboring (COSAC). Dit instrument analyseert de vluchtige bestanddelen in het stof van de komeet met de nadruk op complexe organische moleculen. De belangrijkste bezigheid van dit instrument is het bepalen van de elementale, isotopische, chemische en mineralogische samenstelling, waaruit de oppervlaktelaag en de laag daar net onder zijn opgebouwd. Dit leidt tot een beter begrip hoe planeten en sterren worden gevormd.Tevens onderzoekt COSAC complexe organische moleculen met een grote moleculaire massa op hun chiraliteit.
COSAC bestaat uit een pyrolytisch gedeelte, een massaspectrometer, een drukkamer met gastoevoer, een gaschromatograaf en een besturingseenheid. Het pyrolytisch gedeelte is opgebouwd uit twee types ovens gemonteerd op de SD2-boor, die in de oppervlakte boort en bodemmateriaal retourneert. Elk cilindervormig oventje is 5 mm hoog met een diameter van 3 mm en geconstrueerd uit platina. Het ene type oventje kan worden verhit tot 180 °C en beschikt over een venster dat visuele en infraroodwaarnemingen van grondmonsters door de CIVA microscopische camera mogelijk maakt. De andere typen oventjes zijn niet uitgerust met observatievensters en kunnen worden verhit tot 600 °C. Deze kunnen stapsgewijs worden verhit in 64 verschillende standen. Tussen −100 °C en +600 °C kunnen chemische analyses van vrijkomende gassen worden uitgevoerd. Echter het temperatuurbereik waarin alle mogelijke combinaties van onderzoeksinstrumenten kunnen worden aangewend is beperkt tussen −100 °C en +180 °C. Ieder oventje is uitgerust met zijn eigen platina warmte-element en een chromel-alumel thermokoppel voor temperatuurregeling. Chromel is een legering die is opgebouwd uit 90% nikkel en 10% chroom; alumel is een magnetische legering bestaande uit 95% nikkel, 2% mangaan, 2% aluminium en 1% silicium.
De lander kan draaien, waardoor de SD2-grondboor verschillende monsters op de landingsplek kan verzamelen tot een diepte van minimaal 20 cm. De monsters worden in een oven gedeponeerd. Na meting van de hoogte van het monster beweegt de oven naar een aftapeenheid. Deze drukt een gasdichte keramische bol over de oven. Deze aftapeenheid kan tot twee aangrenzende ovens bevatten om te verhitten en metingen te verrichten. Door de keramische bol lopen twee roestvrijstalen buisjes, die het vrijgekomen gas overbrengen naar de massaspectrometer en gaschromatograaf.
De gaschromatograaf bestaat uit acht identieke eenheden. Deze zijn opgebouwd met een gasinjector, capillaire buisjes van 10–15 m lengte bij een diameter van 0,15-0,25 mm en een sensor die de thermische geleidbaarheid meet. De capillaire buisjes vormen spoeltjes tot 100 mm diameter, waar bedrading langsloopt voor verhitting. Ieder spoeltje is omgeven door hittebestendige lijm. De standaardinstelling is 30 °C. De criteria voor keuze van de coatings in de buisjes was divers. Niet alleen het scheiden van organisch en anorganisch, polaire en niet-polaire verbindingen en optische isomerie van chirale moleculen is van belang. Deze coatings moeten bestand zijn tegen langdurige blootstelling aan vocht, agressieve chemische stoffen en een lange ruimtereis.
Als draaggas benut het systeem helium, opgeslagen in twee tanks van 330 cm³ onder een druk van 30 bar. Voor kalibratie maakt het gebruik van een mengsel van helium (He), neon (Ne), argon (Ar) en krypton (Kr) afkomstig uit een 25 cm³ grote tank onder 1 bar druk.

### ROLIS
ROLIS stuurt, zowel voor als na de landing, beelden van de landingslocatie naar de Aarde. Het bestaat uit een CCD met een resolutie van 1024 x 1024 pixels. Tijdens afdaling maakt het opnames met een beeldhoek van 75°, na het neerkomen bedraagt deze 50°. Het is op een balkonnetje op de lander gemonteerd en kijkt schuin omlaag vanaf 31 cm hoogte. Na landing op de komeet is het blikveld ruwweg 30 × 30 cm met details van 0,3 mm per pixel. De beelden zijn in rood, groen, blauw en infrarood. Er valt echter weinig zonlicht op de landingsplaats. Daarom is ROLIS uitgerust met vier series LED-jes die zowel in visueel als in nabij-infrarood licht opwekken, met een halfwaardebreedte van 100 nm en gecentreerd in spectrale banden rond 470, 530, 640 en 870 nm. Omdat Philae na het neerkomen zijn platform kan zwenken bestrijkt ROLIS de gehele omtrek van de landingslocatie. ROLIS is ontworpen om te functioneren tussen −150 °C en +30 °C, hetgeen in de praktijk neerkomt op een afstand van 1,8 tot 3,0 AU van de Zon. Het ontwerp is echter geoptimaliseerd om gedurende de afdaling en de eerste dagen op 67P/Tsjoerjoemov-Gerasimenko zoveel mogelijk gegevens te verzamelen op 3 AU. Mocht de lander langer meegaan, dan bestudeert ROLIS tevens veranderingen aan het komeetoppervlak als deze steeds warmer onder invloed van de toenemende zonnewarmte.
Het belangrijkste doel van dit instrument is mineralogisch en geomorfologisch onderzoek van het komeetoppervlak. Daarnaast kijkt ROLIS in de boorgaten en de directe omgeving er van, om wijzigingen aan het oppervlak te bestuderen. Tevens legt ROLIS vast hoe het oppervlak van de komeet verandert als deze de Zon nadert. ROLIS is 9 cm lang, 6,3 cm breed en 8,6 cm hoog. Het weegt 0,4 kg.

### CIVA
CIVA heeft een tweeledig doel: het brengt de kenmerken van de landingslocatie in kaart middels 360° opnamen vanaf Philae en maakt beelden van bodemmonsters. CIVA is opgebouwd uit twee delen. CIVA-P is een set panoramische en stereoscopische camera's. CIVA-M is een aan een IR-spectrometer gekoppelde microscoopcamera voor opnamen in zichtbaar en IR licht.
CIVA-P is opgebouwd uit zes camera's en bestaat uit vijf beeldsensoren en een stereoscopische camera. Deze zijn 60° van elkaar geplaatst, zodat ze een volledige 360° rondom Philae beslaan en een CCD chip met een resolutie van 1024 x 1024 pixels. Door herhaald opnames te maken en de lander te draaien ontstaat een 3D-beeld van de landingslocatie. Tevens verkrijgt de wetenschap een indruk van het albedo aldaar, activiteit van de komeet en kleine veranderingen aan diens oppervlak.
CIVA-M is gesplitst in twee delen. CIVA-M/V is een miniatuur lichtmicroscoop met een resolutie van 14 mu. CIVA-M/I is een IR spectrometer die IR spectrale beelden maakt met een resolutie van 50 mu. Dit instrument bekijkt verzamelde grondmonsters, wat minder dan vijf minuten in beslag neemt.

### SESAME
Het SESAME-experiment bestaat uit drie instrumenten: CASSE, PP en DIM die in totaal 1,225 kg wegen en 1,7 W aan vermogen opsouperen.
DIM, op de bovenkant van Philaes balkonnetje met een vermogen van 0,17 W en een gewicht van 0,405 kg, merkt stofdeeltjes op. Met dit instrument gaat men na hoe komeetstof weer neerdwarrelt na te zijn uitgestoten van het oppervlak door sublimerende gassen. Het legt in drie richtingen de door vallende deeltjes (tijdens hun inslag) opgewekte elektrische stroompjes vast. Hieruit kan onder meer hun snelheid, aantal en massa worden afgeleid.
CASSE gebruikt geluid om de eigenschappen van de bovenste lagen van de komeetkern na te gaan. Middels in de landingspoten aangebrachte zenders en ontvangers. Deze heeft twee modi. In de actieve modus zendt Philae geluidsgolven uit om de teruggekaatste seismische golven te meten. In de passieve stand luistert het naar eventuele seismische activiteit in de komeetkern. CASSE kan "pingen" op golflengtes tussen 0,1 en 6 kHz; het bereik van de ontvangers ligt onder 100 kHz. Bovendien leggen thermistors de temperatuur vast. CASSE verbruikt 1,25 W en weegt 0,55 kg.
PP weegt 0,27 kg en verbruikt 0,32 W. Deze proef gebruikt elektroden om de elektrische eigenschappen van de bovenste oppervlaktelaag na te gaan, in het bijzonder de permittiviteit op de landingsplaats. De belangrijkste doelen zijn nagaan hoeveel waterijs het komeetoppervlak bevat en in welke mate die hoeveelheid verandert tijdens komeetdag en komeetnacht en onder de toenemende invloed van de Zon. Hierdoor is een beter inzicht mogelijk in sublimatie van water, temperatuur, algemene samenstelling van de komeet en hoe en wanneer 67P/Tsjoerjoemov-Gerasimenko gassen uitstoot.
Dit instrument bestaat uit vijf elektrodes, waarvan twee voor ontvangst (in de landingspoten) en drie voor het uitzenden van elektrische stroompjes (één in de landingspoot, één in de nabijheid van APXS en één op de MUPUS-Pen). Deze kunnen tot op een diepte van twee meter metingen verrichten. Ook dit instrument heeft een passieve modus, om plasmagolven op te sporen die ontstaan door inwerking van de zonnewind op uitgestoten komeetmateriaal. Het zond uit op golflengtes tussen 0,01 en 10 kHz; ontvangst geschiedde tot op 20 kHz.

### MUPUS
Deze onderdelen van de lander onderzoeken de thermische geleidbaarheid en temperatuurvereffeningscoëfficiënt, het temperatuurprofiel en eigenschappen van het komeetstof aan en net onder de oppervlakte van de landingsplek. De belangrijkste doelen van dit experiment zijn een beter begrip van de eigenschappen en opbouw van de bodemlagen net onder het oppervlak. Bovendien volgt dit experiment de verschillen die hierin optreden, terwijl de komeet de Zon nadert. Verder probeert MUPUS onder andere na te gaan hoe de energiebalans en massabalans in de loop der tijd wijzigt.
MUPUS is opgebouwd uit verschillende componenten. Een versnellingsmeter (ANC-M) en een thermometer (ANC-T) bevestigd op een harpoen. De versnellingsmeter meet in welke mate de snelheid van de harpoen afneemt tijdens binnendringen in het oppervlak, waaruit eigenschappen van de bodem kunnen worden bepaald. De thermometer meet gedurende langere tijd wijzigingen in de bodemtemperatuur. Een infrarode scanner (TM) bovenop Philae meet de IR-straling van de bodem rond de lander en bepaalt zo de bodemtemperatuur.
Een terugslagvrije hamer (PEN-M) hamert een glasvezelbuis de grond in. Deze buis heeft een diameter van 1 cm, een lengte van 37 cm en wordt door een arm ± 1,00 m buiten de lander geplaatst. De diepte waarop de buis met ieder slag de bodem binnendringt zegt iets over de sterkte en opbouw van de komeet.
Binnen de glasvezelbuis zijn over een lengte van 32,5 cm 16 temperatuursensors (PEN-TP) en verwarmingselementen (PEN-THC) aangebracht. Deze elementen worden verhit om temperatuur en thermische geleidbaarheid van de bodemlagen net onder het oppervlak te meten.

### CONSERT
Experiment CONSERT is een samenspel tussen Rosetta en Philae, om onder meer kleine onregelmatigheden binnenin de komeet na te gaan. Als Rosetta zich aan de andere kant van de komeet bevindt, stuurt Rosetta een radiosignaal door de komeetkern naar Philae op een golflengte van 90 MHz en een sterkte van 2 W. Deze gaat door de komeetkern en bereikt uiteindelijk Philae die zich aan de andere kant van 67P/Tsjoerjoemov-Gerasimenko bevindt. De antenne van Philae bevindt zich binnen 40 cm van het oppervlak. De komeetkern vertraagt echter de radiogolven. De lander antwoordt met een eigen radiopuls, die door een ontvanger aan boord van de orbiter wordt opgevangen. Iedere puls neemt minder dan een seconde in beslag en gedurende iedere omwenteling gebeurt dit ± 6000 x. Door middel van radio tomografie kan de wetenschap zich een beeld vormen van de komeetkern.

### ROMAP
ROMAP weegt 1 kg, verbruikt 1 W. Het bestaat uit twee instrumenten: een plasmamonitor en een magnetometer, aangebracht op een korte mast. Het heeft een tweeledige functie. Ten eerste verricht het metingen van het magnetisch veld tijdens de afdaling; bovendien meet het gedurende een langere periode het magneetveld en plasma (ionen en elektronen). Dit instrument geeft onder andere informatie over het magnetisch veld rond 67P/Tsjoerjoemov-Gerasimenko en de komeetkern. Sommige metingen worden gecombineerd met observaties door Rosetta.

### APXS
Deze spectrometer meet de samenstelling van het oppervlak van de komeetkern. Het meet elementen, met uitzondering van waterstof (H) en helium (He). Belangrijkste missiedoel is de samenstelling van de bodem en de veranderingen daarin op de landingsplek nagaan, terwijl 67P/Tsjoerjoemov-Gerasimenko de Zon nadert. Dit geeft inzicht in de eigenschappen van het komeetoppervlak en de lagen daaronder. Daarnaast meet het de verhouding tussen stof en ijs. Tevens vergelijken wetenschappers in hoeverre het aangetroffen stof op 67P/Tsjoerjoemov-Gerasimenko overeenkomt met dat van andere meteorieten. Dit instrument weegt 0,64 kg en heeft een vermogen van 1,5 W.

### Ptolemy
Dit instrument heeft een massa < 5 kg en de afmetingen van een schoenendoos. Deze zgn. "evolved gas analyzer" meet de samenstelling van de buitenlaag van de komeetkern. Een verhit monster ontleedt of geeft gas vrij via desorptie. Door meten van aard, verdeling en isotopische samenstelling van lichte elementen moet Ptolemy voor een beter begrip zorgen van de geochemie van de komeet.
De SD2-boor neemt een grondmonster en deponeert dat in een van de vier ovens, aangebracht op een draaibaar systeem. Drie ovens zijn geschikt voor monsters in vaste vorm, de vierde bevat een gas afvangend substraat dat vluchtige stoffen afvangt, afkomstig van de atmosfeer direct boven het komeetoppervlak. Tijdens verhitting komen gassen uit het monster vrij, waarvan aard en hoeveelheid worden gemeten.

## Verloop van de missie

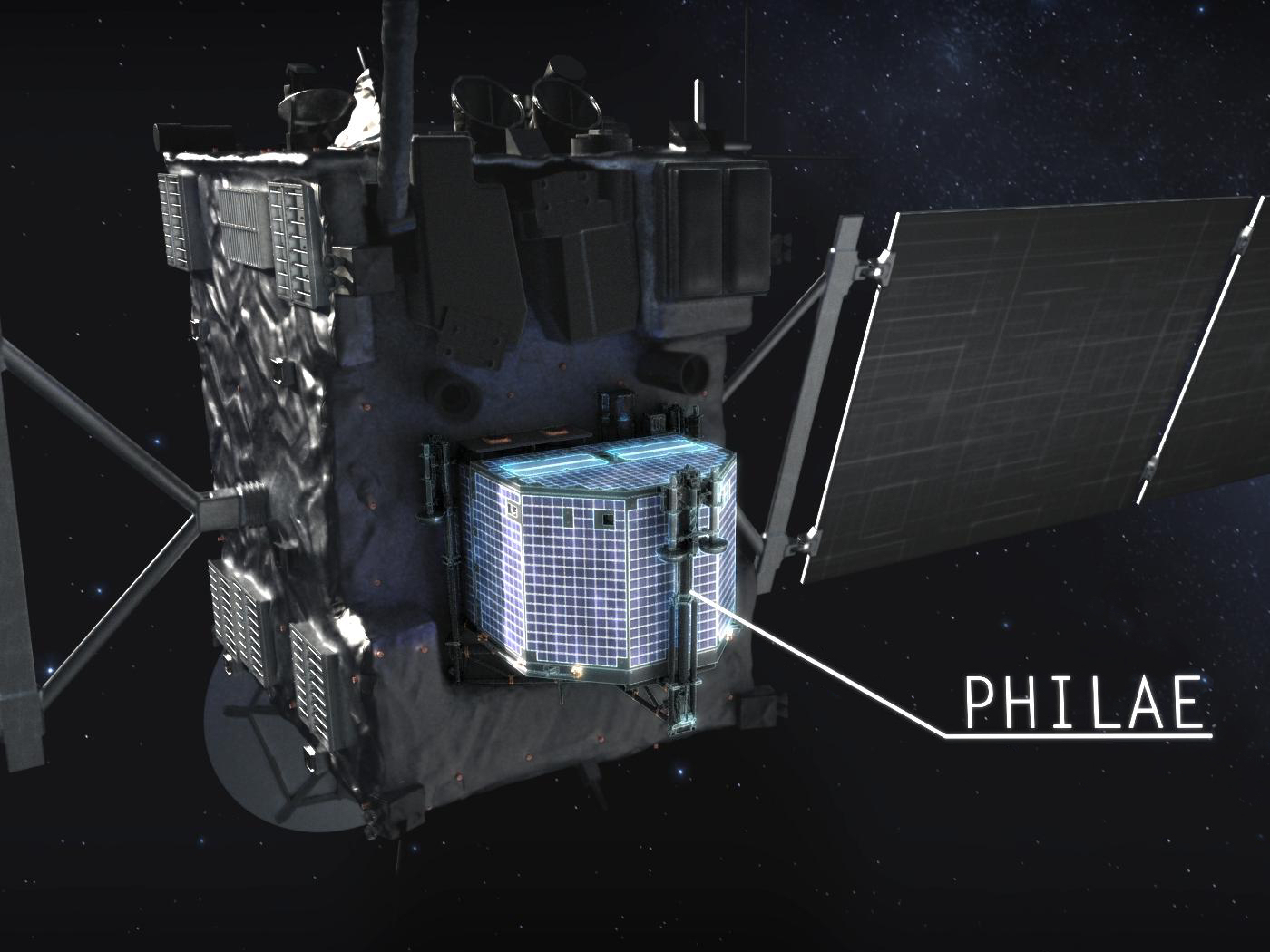
Afbeelding van hoe Philae aan Rosetta is bevestigd

### Landing
Een afstotingsmechanisme scheidde Philae op 12 november 2014 om 8.35 uur UTC van Rosetta. Vanaf 21,8 km hoogte ontvouwde de lander zijn drie landingspoten. Hij daalde vervolgens in vrije val af met een maximale relatieve snelheid van 1,5 m/s en raakte na 7 uur het komeetoppervlak met 1 m/s op 12 november 2014 om 15.34 uur UTC. Zowel raket (om de sonde op zijn plaats te houden) als harpoenen functioneerden echter niet. Hierdoor stuiterde de sonde driemaal op en kwam ten slotte tot stilstand in de schaduw. De eerste keer veerde het toestel met een snelheid van 38 cm/sec op en zweefde 1 uur en 53 minuten boven de komeet. Philae schampte daarbij na 46 minuten langs een harde steile helling, ongeveer 0,6 km verderop en veerde daarna tuimelend omhoog om ongeveer na 65 minuten nog eens 0,6 km verderop weer neer te komen om 17.25 uur UTC. Daarna veerde hij nogmaals op, dit keer met een snelheid van 3 cm/sec en landde 6 minuten later om 17.31 uur UTC weer op 67P/Tsjoerjoemov-Gerasimenko. Philae landde al met al niet op de gewenste plaats en bevond zich in de schaduw, waardoor zijn zonnepanelen nauwelijks van nut waren.
Door de grote afstand ontving de vluchtleiding pas bevestiging van de landing om 16.03 uur UTC. Hierna zond de lander gegevens over net voor na 57 uur de accu leeg raakte (op 15 november om 0.36 uur UTC) en Philae in winterslaapstand ging.

### Winterslaap
In de nacht van 14 op 15 november slaagde de vluchtleiding er in om de lander 35° te draaien, waardoor het grootste zonnepaneel beter op de Zon werd gericht. Echter viel er nog te weinig zonlicht op Philae om de lander operationeel te houden. Per 24 uur stond de lander 21 uur in de duisternis. Volgens inschatting van betrokken technici kon Philae in maart 2015 opnieuw opstarten, maar dit gebeurde niet.
Half maart, op een afstand van 300 miljoen km van de zon, vingen de zonnepanelen dubbel zoveel licht als in november. Berekeningen van ESA gaven aan, dat de lander misschien kon ontwaken. Daarnaast vloog Rosetta in een baan waarin het contact met de lander kon opnemen. Vanaf 12 maart poogde ESA gedurende acht dagen het radiocontact te herstellen, maar Philae reageerde niet. Wel zond Rosetta instructies naar Philae, maar het bleef onzeker of de lander deze wel ontving. Philae start zich opnieuw op bij een temperatuur hoger dan −45 °C. Om de accu op te laden is een temperatuur boven 0 °C vereist. Er bestaat de mogelijkheid dat komeetstof de zonnepanelen bedekt en dat soldeerverbindingen door de kou defect raken. Na 13 augustus 2015 draaide de komeet weer weg van de zon.
Op 14 juni deelde ESA mee dat Philae weer tekenen van leven vertoonde. Een stabiele verbinding onderhouden bleek echter problematisch, bovendien bleef de exacte landingslocatie onbekend. Om alle verzamelde gegevens via Rosetta door te seinen naar de Aarde, was een communicatievenster van minimaal 50 minuten noodzakelijk. Medio juli 2015 had de sonde na ontwaken achtmaal radiocontact opgenomen. Het langste ononderbroken contact duurde 12 minuten. Hieruit maakte de vluchtleiding op, dat de lander zijn winterslaap ongeschonden doorstond. Het functioneren van Philae bleef beperkt tot 3 uur tijdens elke komeetdag van 12,4 uur. De zonnepanelen alleen wekten onvoldoende vermogen op. Onder andere de grondboor en de apparatuur voor het analyseren van monsters zijn afhankelijk van de accu; om die op te laden was het echter nog te koud.
Tijdens het laatste contact in juli rapporteerde de lander een temperatuur van 20 °C. Na perihelium daalde de temperatuur weer. De technische grenzen van Philea liggen iets onder −30 à −40 °C.

### Problemen met communicatie verergerd
De geregistreerde lichtval op Philae's zonnepanelen strookte niet met de verwachtingen. Door de toegenomen komeetactiviteit bestond de kans dat de lander een afwijkende positie innam. Door het zeer ruige landingsterrein heeft een kleine verplaatsing al snel een sterk afwijkende antennestand tot gevolg. Verder waren zowel een van de twee radiozenders als ontvangers defect. Dit maakte de pogingen om radiocontact via Rosetta te herstellen aanzienlijk lastiger. Daar kwam bij dat Rosetta (na een mislukte poging om contact op te nemen vanuit een lage baan van 153 km) nogmaals grote hinder ondervond van uitgestoten komeetstof. Dit verduisterde de sterrenzoekers van zijn navigatiesysteem. De orbiter trok zich daarom noodgedwongen terug naar een enige tientallen kilometers hogere baan. De nadruk van de missie lag vanaf toen op Rosetta, omdat 67P/Tsjoerjoemov-Gerasimenko zijn perihelium naderde.

### Voorlopige resultaten
Uit grondboringen bleek, dat het komeetoppervlak hoofdzakelijk uit ijs bestaat, dat is bedekt door een stoflaag met een dikte van 10 à 20 cm. De precieze samenstelling van dit stof is nog onderwerp van studie.
Het instrument COSAC stuurde opmerkelijke resultaten door. Het merkte organische moleculen (koolstofverbindingen) op. Dit is van zeer groot belang voor de theorie dat, miljarden jaren geleden, kometen mogelijk de bouwstenen voor het leven op Aarde hebben aangedragen. Verdere details ontbreken nog, aanvullende analyses van de ingekomen gegevens vergt tijd. Koolstofverbindingen zijn niet ongebruikelijk in het universum. Echter, de eventuele ontdekking van eiwitten of aminozuren zou deze theorie ondersteunen. Het maakt aannemelijk dat die op deze wijze ook op Aarde belandden. Hoewel op diverse meteorieten al eerder organische moleculen zijn gevonden, is dit op 67P/Tsjoerjoemov-Gerasimenko voor de eerste maal op een komeet geschied (al zijn deze al diverse malen in de coma's van kometen aangetoond).
Dankzij het stuiteren bij de landing kon uit de metingen van ROMAP de conclusie worden getrokken dat 67P/Tsjoerjoemov-Gerasimenko geen magnetische kern heeft.
Ten tijde van het in winterslaap gaan van Philae eind 2014 had deze 90% van zijn missieprogramma afgewerkt.
De locatie van Philae werd op 4 september 2016 ontdekt op 67P/Churyumov-Gerasimenko door het ruimtetuig Rosetta. Het moederschip Rosetta is begonnen aan een afdaling naar de komeet 67P/Churyumov-Gerasimenko. Rosetta komt zo steeds dichter bij de komeet en kan meer gedetailleerde beelden maken van het oppervlak.